# Dominic Harari
Dominic Harari (Londres, 1965) és un guionista i director de cinema britànic. Ha fet alguns treballs a la televisió britànica i el 1994 va dirigir el seu primer curtmetratge, Soloist. El mateix any va fer el guió del curtmetratge Roig de Teresa de Pelegrí, i protagonitzat per Francesc Orella. Ambdós van signar alguns guions conjuntament amb Joaquim Oristrell, com Novios (1999), Sin vergüenza (2001) i Inconscients (2003). El 2001 fou nominat al Goya al millor guió original amb Teresa de Pelegrí i Joaquim Oristrell per Sin vergüenza i al Goya al millor guió adaptat amb Teresa de Pelegrí i Sigfrid Monleón per L'illa de l'holandès, alhora que guanyava la Biznaga de Plata del Festival de Màlaga per Sin vergüenza.
Juntament amb Teresa de Pelegrí van dirigir i fer el guió de Seres queridos, ambientada en el conflicte arabo-israelià amb el que van guanyar el premi del jurat al Festival del Cinema de Comèdia de Montecarlo i al Festival del Cinema de Comèdia de l'Alpe d'Huez, i el premi del Festival de Cinema de Jerusalem. El 2005 va guanyar el Premi Barcelona de Cinema per Inconscients El 2008 va fer el guió de la minisèrie Serrallonga, amb la que va ser nominat com a millor pel·lícula de televisió als Premis Gaudí 2009.
El 2014 va dirigir amb de Pelegrí The Food Guide to Love, amb la que foren nominats per la Biznaga d'Or al Festival de Màlaga.

## Filmografia
Com a director i guionista
- Soloist (Curtmetratge, 1994)
- Atrapa-la (telefilm, 2000)
- Seres queridos (2004)
- The Food Guide to Love (2014)

Com a guionista
- El domini dels sentits (1996)
- Novios (1999)
- Sin vergüenza (2001)
- L'illa de l'holandès (2001)
- Inconscients (2003)
- Serrallonga (2008)
- Total Siyapaa (2014)
- L'escollit (El elegido) (2016)